# Kolokolo
Kolokolo är en ort i Burkina Faso.   Den ligger i regionen Cascades, i den sydvästra delen av landet, 400 km väster om huvudstaden Ouagadougou. Kolokolo ligger 477 meter över havet och antalet invånare är 1 360.
Terrängen runt Kolokolo är platt åt nordväst, men åt sydost är den kuperad. Terrängen runt Kolokolo sluttar söderut. Närmaste större samhälle är Banfora, 19,9 km sydost om Kolokolo.
Omgivningarna runt Kolokolo är huvudsakligen savann. Runt Kolokolo är det ganska tätbefolkat, med 78 invånare per kvadratkilometer.